# Johannes Voigt
Johannes Voigt, (27 de agosto de 1786 en Bettenhausen en el ducado de Sajonia-Meiningen- 23 de septiembre de 1863 en Königsberg), fue un historiador alemán y padre del historiador e investigador Georg Voigt.
En 1806, estudió en Jena Teología con Johann Jakob Griesbach. Estudia luego Filología e Historia en la "Fundación Francke" de la ciudad de Halle.
En 1817, fue nombrado profesor de historia en la universidad de Königsberg.
Fue nombrado caballero de la orden del Águila Roja, orden de caballería del reino de Prusia, así como de la orden real de Dannebrog.
Johannes Voigt fue un especialista de la historia de Prusia. No obstante su trabajo más conocido es un trabajo realizado sobre la figura del Papa Gregorio VII (titulado : Hildebrand als Papst Gregor VII und seno Zeitalter).

## Obra
- Hildebrand als VII Gregor Papst. und seno Zeitalter, Weimar 1815, 2. Aufl. 1846.
- Geschichte de los Lombardenbunds, Königsberg. 1818.
- Preußens Geschichte, Königsberg 1827-39, 9 Bde.
- Codex diplomaticus prussicus, Königsberg 1836-61, 6 Bde.
- Die Westfälischen Femgerichte in Bezug auf Preußen, Königsberg 1836.
- Briefwechsel der berühmtesten Gelehrten de los Zeitalters der Reforma puso Herzog Albrecht von Preussen, Königsberg 1841.
- Handbuch der Geschichte Preußens bis zur Reformación, Königsberg 1842-43, 3 Bde.
- Geschichte de los sogen. Tugendbunds, Königsberg 1850.
- Markgraf Albrecht Alcibiades von Brandenburg-Kulmbach, Berlín 1852, 2 Bde.
- Geschichte de los Deutschen Ritterordens Berlín 1857-59, 2 Bde.
- Die Erwerbung der Neumark, Ziel und Erfolg der Brandenburgischen Politik unter den Kurfürsten Friedrich I. und Friedrich II. 1402-1457 (Según fuentes de archivo de Johannes Voigt), Berlín 1863.